# Schutzengelkirche (Brühl)

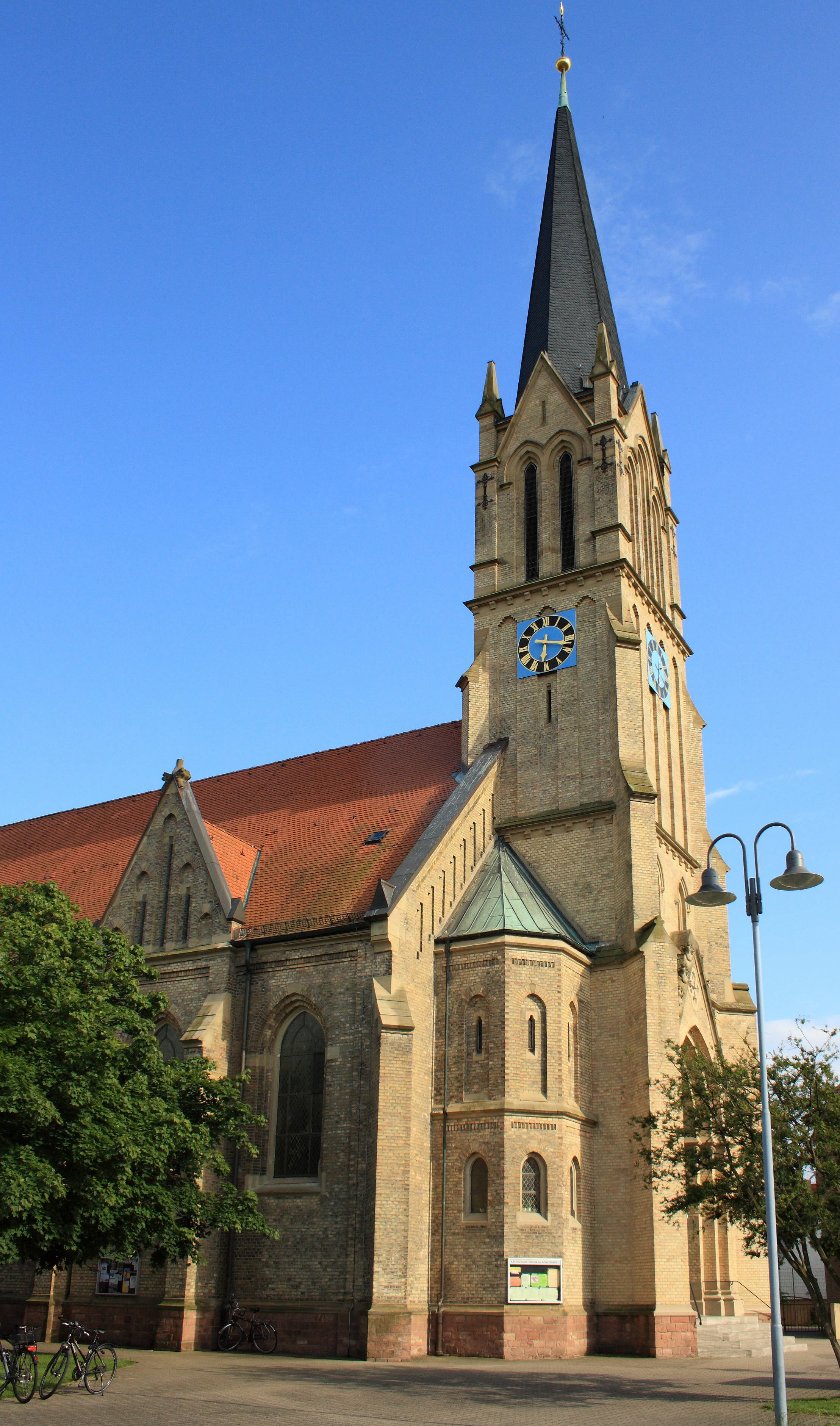
Schutzengelkirche

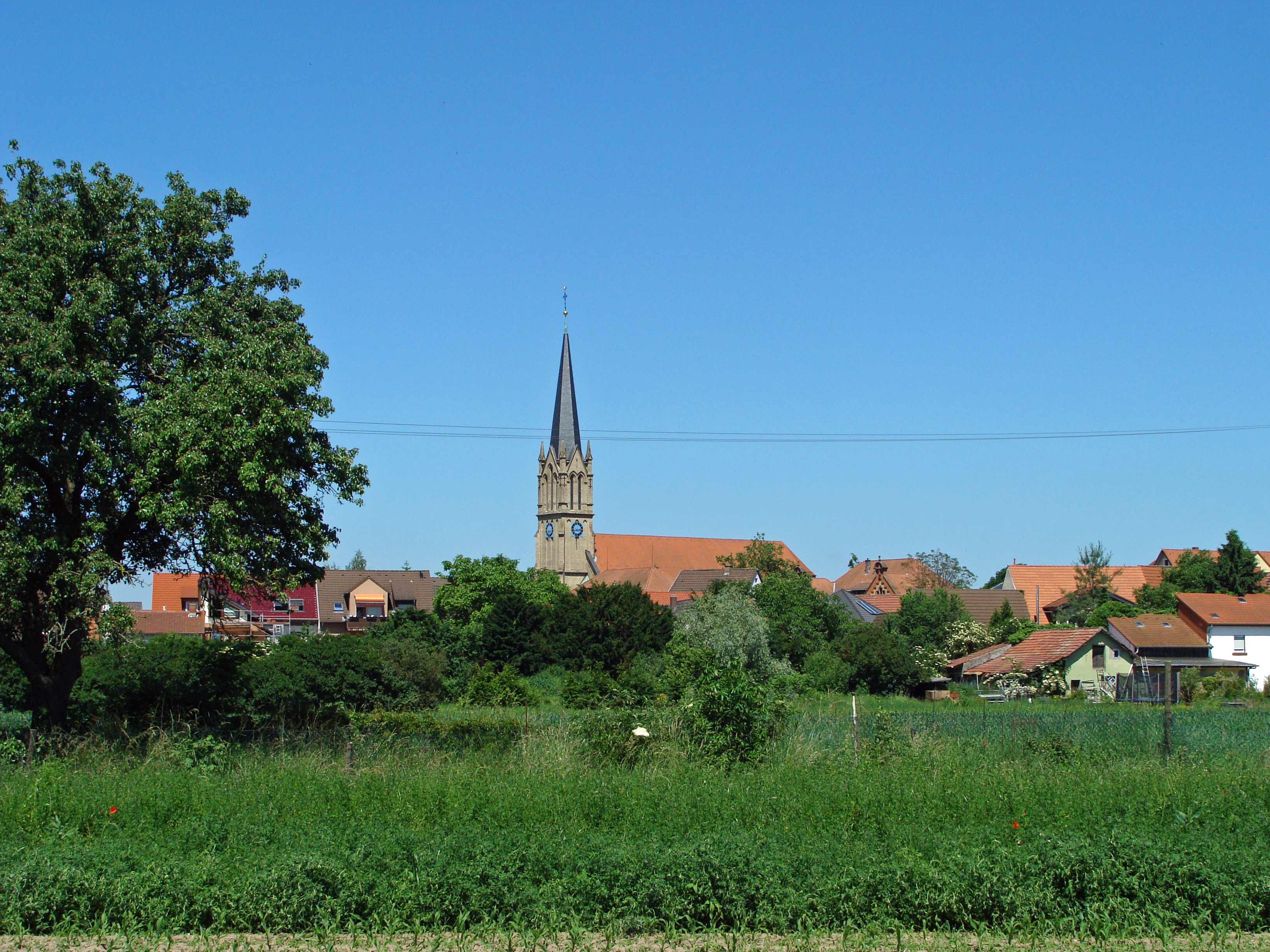
Ansicht von Süden

Die Schutzengelkirche (offiziell: Kirche zu den heiligen Schutzengeln) ist eine katholische Kirche in Brühl im Rhein-Neckar-Kreis im Nordwesten Baden-Württembergs. Sie wurde zwischen 1894 und 1897 im neugotischen Stil erbaut.

## Geschichte
Brühl wurde erstmals im Jahr 1157 in einer Urkunde erwähnt, die ausführt, dass der Bischof von Speyer Günther von Henneberg mit seinem Privatvermögen Brühl erwarb und dem Hochstift Speyer übergab. 1435 wurde erstmals eine Kirche erwähnt, eine Kapelle in der Nähe des heutigen Friedhofs. Der Gottesdienst wurde vom Pfarrer von Ketsch gehalten. Nach 1453 stifteten die Ritter von Handschuhsheim, die die Ortsherrschaft ausübten, eine Eigenkirche. Nach dem Aussterben der Handschuhsheimer 1600 fiel ihr Lehen zu drei Vierteln an Speyer und zu einem ein Viertel an die Kurpfalz, die mit Zwang versuchte, den reformatorischen Gottesdienst durchzusetzen. 1607 wurde dem Ketscher Pfarrer verboten nach Brühl zu kommen, trotzdem blieben mehr als zwei Drittel der Brühler katholisch.
Nach der Kirchenteilung in der Pfalz wurde die mittlerweile stark baufällige Kirche 1707 den Reformierten zugesprochen. 1709 verzichtete Speyer auf seine weltlichen Rechte, womit Brühl nun ganz zur Kurpfalz gehörte. Kirchlich folgte 1778 ein Wechsel zum Bistum Worms. 1752 erhielten die Katholiken eine eigene Kirche, in der allerdings erst ab 1779 regelmäßige Gottesdienste von Franziskanern aus Schwetzingen gehalten wurden. Mit der Aufhebung des Klosters durch die Säkularisation endeten auch die Messen, bis ab 1852 wieder ein Vikar aus Schwetzingen kam.
Ende des 19. Jahrhunderts wurde die Kirche wegen Baufälligkeit geschlossen und durch die neue Schutzengelkirche ersetzt. Sie wurde am 23. September 1899 von Weihbischof Friedrich Justus Knecht zu Ehren der Heiligen Schutzengel geweiht. 1903 wurde Brühl zur eigenen Pfarrei erhoben. Waren noch 1905 mehr als vier Fünftel der Brühler katholisch, so sank der Anteil besonders nach dem Zweiten Weltkrieg durch Zuzüge und Austritte. 1961 lag der Anteil bei 61 Prozent, 2005 bei 42 Prozent. Die Schutzengelgemeinde und die Ketscher St.-Sebastian-Gemeinde schlossen sich 2006 zur Seelsorgeeinheit Brühl-Ketsch zusammen. Sie gehört zum Dekanat Wiesloch im Erzbistum Freiburg.

## Beschreibung
Die Schutzengelkirche steht im historischen Ortskern im Süden von Brühl. Die dreischiffige Kirche ist ein Sichtbacksteinbau im neugotischen Stil. Im Westen befindet sich der rechteckige, 51 Meter hohe Turm und im Osten der Chor. Der Innenraum, der bei der Eröffnung 1240 Plätze bot, wurde mehrfach umgestaltet. Die ursprünglich bemalte Holzdecke wurde 1970 verkleidet und weiß gestrichen. 1985 wurde sie wieder freigelegt. Im selben Jahr schuf Michael W. Huber Ambo, Sakraments- und Zelebrationsaltar. Der Kreuzweg wurde 1989 installiert. Die Schleifladenorgel wurde 1971 von Michael Weise erbaut. Das Instrument hat 27 Register auf zwei Manualen und Pedal mit 2016 Pfeifen.